# AutoCAD
AutoCAD je zelo razširjen programski paket za računalniško podprto konstruiranje (CAD - computer assisted design). Obsega 2D in 3D risanje, z mnogimi dodatki pa je uporaben na različnih tehniških področjih: strojništvo, lesarstvo, gradbeništvo, arhitektura, geodezija in elektrotehnika.
Razširjeni dodatki (nadgradnje) AutoCADa so Autodesk Inventor, Architectural Desktop, Autodesk Map 3D, Mechanical Desktop, Genius 2D in 3D. Omogočajo strojniško konstruiranje, ki vključuje tudi za modeliranje delov in sestavov v 3D.
AutoCAD razvija podjetje Autodesk, teče pa na operacijskem sistemu Microsoft Windows in MacOS. Prva različica je bila predstavljena leta 1982, trenutna različica pa je AutoCAD 2020.
Datotečna zapisa DWG in DXF, ki jih je uvedel AutoCAD sta postala neformalni standard za CAD programje.